# Hjalte Rasmussen
Hjalte Rasmussen (18. december 1940 – 9. august 2012) var professor ved Det Juridiske Fakultet på Københavns Universitet med forskning omkring EU-domstolen.
Rasmussen var cand.jur. fra Københavns Universitet i 1966 og dr.jur. 1986 samme sted.
Han har været ansat som sekretær i Undervisningsministeriet 1966–1971, ved Handelshøjskolen i København 1971–1993 og ved Københavns Universitet siden 1993 som Professor EU-ret og folkeret.
Han underviste i EU-ret og har skrevet flere bøger, blandt andet EU-ret i kontekst og EU-ret i grundtræk.
Rasmussen har blandet sig i den offentlige debat og blandt andet kritiseret den danske udpegning af dommere til EU-Domstolen og Menneskerettighedsdomstolen.
Han har også stillet spørgsmål ved det direkte valg til Europa-Parlamentet,
og været kritisk overfor EU-Domstolens Metock-dom fra 2008 og Zambrano-dommen fra marts 2011.
I denne forbindelse kaldte han endda dommene for "ulovlige".

## Eksterne link
- Hjalte Rasmussen (Webside ikke længere tilgængelig) hjemmeside ved universitetet